# Hermanas Hospitalarias de San Pablo
La Congregación de Hermanas Hospitalarias de San Pablo (en latín: Congregatio Sororum Carnutensium a S. Paulo) es una Congregación religiosa católica femenina de derecho pontificio, fundada por Louis Chauvet, alrededor de 1696, en Levesville-la-Chenard, Francia. Las religiosas de esta congregación son conocidas como Hermanas Hospitalarias de San Pablo de Chartres o simplemente Hijas de San Pablo y posponen a sus nombres las siglas: S.P.C.

## Historia
Louis Chauvet, siendo sacerdote de Levesville-la-Chenard, fundó alrededor de 1696, una comunidad de hermanas, bajo la dirección de Marie-Anne de Tilly, con el nombre de Hijas de la Escuela, con el fin de instruir en la educación cristiana a la juventud pobre. En 1708 el obispo de Chartres, Paul Godet des Marais, trasladó a las religiosas a la ciudad y les cambió el nombre por el de Hijas de San Pablo, originando con ello, la primera expansión de la congregación al interno de Francia y sus colonias. En 1727 las religiosas se abrieron a las misiones, fundando en Guyana y las Antillas francesas, donde se dedicaron especialmente a la asistencia de los deportados y emigrantes.
Las Hijas de San Pablo fueron suprimidas en Francia a causa de la Revolución francesa, pudiendo conservar solo algunas casas en tierras de misión. La congregación fue reorganizada por Marie Josseaume en 1794. La congregación recibió el decreto pontificio de alabanza de parte de Pío IX en 1861 y la aprobación definitiva de sus constituciones por la Santa Sede en 1949.
De las congregación de Chartres surgieron las Hermanas de la Caridad de San Pablo Apóstol, cuando el convento de Banbury (Inglaterra), se independizó de la casa madre en 1864.

## Actividades y presencias

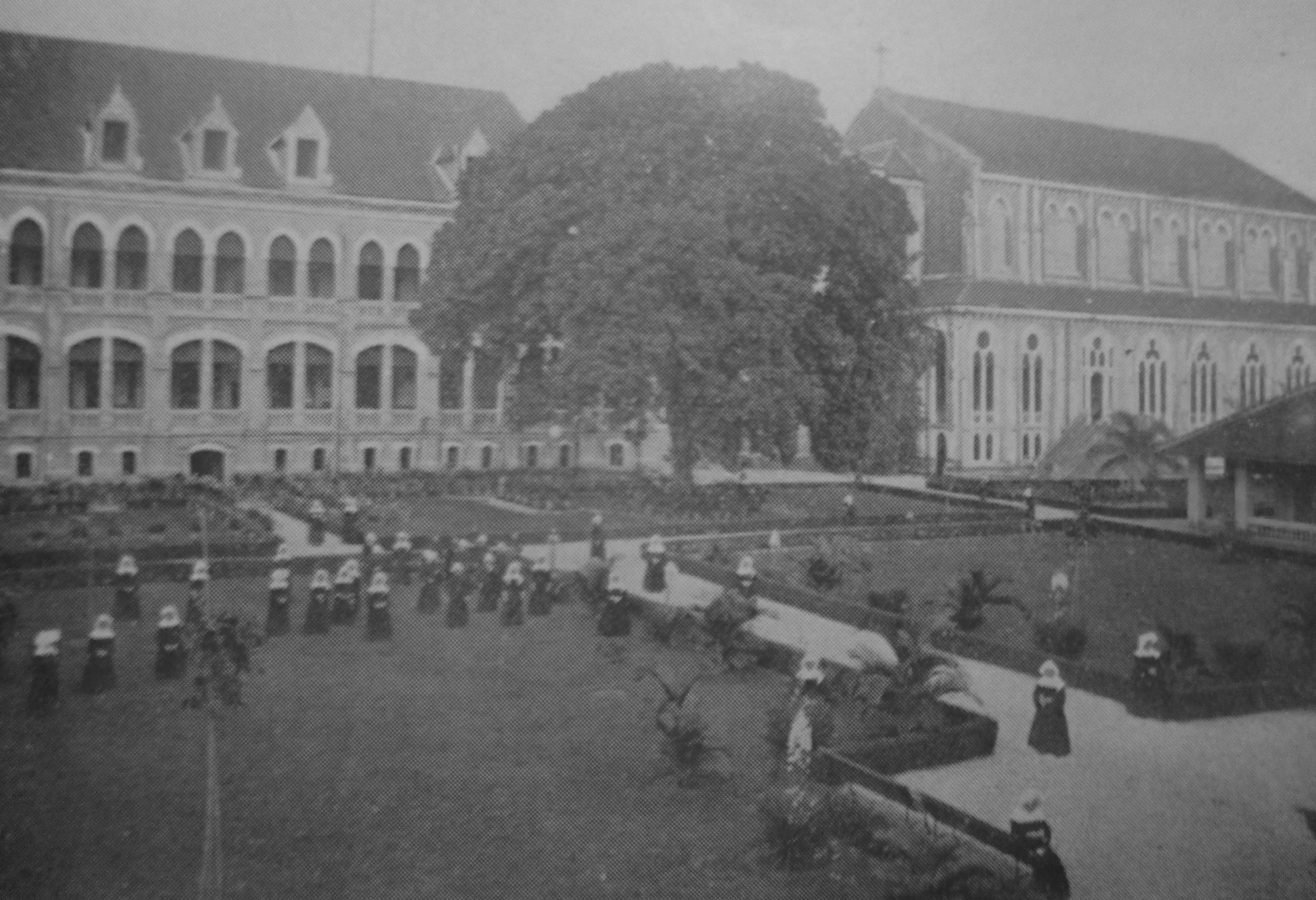
Convento de la Santa Infancia de las Hermanas de San Pablo de Chartres en Saigón (Cochinchina) a principios del, en canónigo Jean Vaudon.

Las Hijas de San Pablo se dedican a la educación cristiana de la juventud, especialmente entre los sectores más oprimidos de la sociedad. De hecho, en francés la palabra filles, «hijas», se refiere a las religiosas que trabajan en la educación de niños pobres, mientras que dames, «damas» o «señoras», se refiere a aquellas que lo hacen en escuelas de niños de clases sociales benestantes.
En 2011, la Congregación contaba con unas 4.143 religiosas y unas 607 casas, presentes en: Australia, Brasil, Camerún, Canadá, China, Colombia, Corea del Sur, Estados Unidos, Filipinas, Francia (con fuerte presencia en los departamentos de ultramar, Antillas francesas, Guayana francesa), Haití, Indonesia, Irlanda, Israel, Italia, Japón, Kazajistán, Laos, Madagascar, Mongolia, Nepal, Perú, Reino Unido, República Centroafricana, Rusia, Suiza, Tailandia, Taiwán, Timor Oriental, Turquía, Ucrania y Vietnam. La curia general se encuentra en Roma y su actual superiora general es la religiosa María Goretti Qui Sun Lee.